# District de Jinchuan
Pour les articles homonymes, voir Jinchuan.
Le district de Jinchuan (金川区 ; pinyin : Jīnchuān Qū) est une subdivision administrative de la province du Gansu en Chine. Il est placé sous la juridiction de la ville-préfecture de Jinchang.